# Dormilon–Campagnolo
Dormilon–Campagnolo oder Dormilon–Colchones war ein spanisches Radsportteam, das von 1984 bis 1987 bestand.

## Geschichte
Das Team wurde 1984 von Maximio Pérez Montero gegründet. Im ersten Profijahr konnte das Team neben dem Sieg Platz 3 bei Trofeo Luis Puig, Platz 9 bei der Andalusien-Rundfahrt, elfte Plätze bei der Escalada a Montjuïc und beim Grand Prix de Mauléon-Moulins sowie Platz 14 bei der Setmana Catalana de Ciclisme erwirken. Nach der Saison 1992 löste sich das Team auf. 1985 wurden vierte Plätze bei der Trofeo Masferrer, Subida al Naranco und der Vuelta Camp de Morvedre, Platz 5 bei der Murcia-Rundfahrt, Platz 6 bei der Trofeo Luis Puig und Platz 10 bei der Clásica San Sebastián erreicht. 1986 wechselte Lucien Van Impe zum Team und neben den zahlreichen Siegen kamen dritte Plätze beim Grote Prijs Stad Vilvoorde und Clasica a los Puertos, ein vierter Platz bei Subida a Arrate, fünfte Plätze bei der Druivenkoers-Overijse und bei Barcelona–Andorra, ein sechster Platz bei der Burgos-Rundfahrt, ein achter Platz bei Bordeaux–Paris und ein elfter Platz bei der Vuelta a España hinzu. 1987 erwirkte das Team einen Sieg beim Prolog der Vuelta a los Valles Mineros. Weitere Platzierungen waren Platz 9 bei der Burgos-Rundfahrt, Platz 10 bei der Andalusien-Rundfahrt, Platz 15 bei der Trofeo Luis Puig und Platz 16 bei der Arrateko Igoera. Am Ende der Saison 1987 löste sich das Team auf.

## Erfolge
1984
- Circuito de Getxo

1985
- eine Etappe Burgos-Rundfahrt
- eine Etappe Murcia-Rundfahrt
- eine Etappe Katalonien-Rundfahrt

1986
- Gesamtwertung und zwei Etappen Vuelta a los Valles Mineros
- vier Etappen Murcia-Rundfahrt
- eine Etappe Andalusien-Rundfahrt
- eine Etappe Burgos-Rundfahrt
- eine Etappe Katalonien-Rundfahrt
- eine Etappe Asturien-Rundfahrt
- eine Etappe Vuelta a Castilla y León
- eine Etappe Aragon-Rundfahrt
- eine Etappe Vuelta a La Rioja

1987
- eine Etappe Vuelta a los Valles Mineros

## Grand-Tour-Platzierungen
| Grand Tour            | 1984 | 1985 | 1986 | 1987 |
| --------------------- | ---- | ---- | ---- | ---- |
| Vuelta a EspañaVuelta | 38   | 56   | 11   | 46   |

## Bekannte Fahrer
- Ludo Loos (1984–1986)
- Lucien Van Impe (1986)